# Добрилешти (Бузау)
Добрилешти (рум. Dobrilești) насеље је у Румунији у округу Бузау у општини Мереј. Oпштина се налази на надморској висини од 291 m.

## Становништво
Према подацима из 2002. године у насељу је живело 64 становника, од којих су сви румунске националности.